# (533207) 2014 DJ143
(533207) 2014 DJ143 est un objet transneptunien faisant partie des cubewanos.

## Caractéristiques
(533207) 2014 DJ143 mesure environ 230 km de diamètre.